# История письменности и книгопечатания
«История письменности и книгопечатания» (фр. L'écriture, mémoire des hommes; англ. Writing: The Story of Alphabets and Scripts) — иллюстрированная монография 1987 года, посвящённая истории алфавита и письменности. Она была написана французским лингвистом Жоржем Жаном и опубликована издательством Éditions Gallimard в качестве 24-го тома своей коллекции Découvertes. Книга входит в пятёрку бестселлеров коллекции.

## Обзор
Опираясь на имеющиеся артефакты и исторические документы, Жорж Жан рассказывает историю письменности с позиции археологии, используя диахронический подход. Автор строит своё повествование, придерживаясь хронологического порядка, начиная от клинописи Месопотамии, появившейся около 3200 г. до н. э., и финикийского алфавита (около 1000 г. до н. э.), заканчивая современными типографскими печатями. Жан обращает внимание на то, что письменность появилась почти одновременно в древней Месопотамии, Египте и Китае. Автор фокусирует своё внимание на ближневосточных и западных письменностей, но также уделяет место и описанию характеристик и различий ряда дальневосточных систем письма, например китайской, индийской и тибетской.
В книге подробно рассказывается о различных письменных принадлежностях и материалах, таких как глиняные таблички, которыми пользовались шумеры, тростниковое перо и папирус древних египтян, римские пишущие шила, перо и пергамент средневековых ирландских монахов, а также кисть, перьевая ручка, бумага, печатный станок и т. п. Автор также анализирует, как эти различные методы письма и инструменты печати влияют на развитие самого письменного контента, на возможность распространения его в больших количествах, а также на способы и каналы распространения.

## Содержание
Книга начинается с серии иллюстраций, представляющих собой миниатюры из Хроник Жана Фруассара, сопровождаемых комментариями. Основной текст разделён на шесть глав:
- Глава I: «Скромные начинания» (фр. Une humble naissance) рассказывает об истории возникновения письменности: клинописи, которая появилась в связи с потребностями бухгалтерского учёта.
- Глава II: «Изобретение богов» (фр. Une invention des Dieux) описывает другие древние системы письма, например, Египта и Китая. В ней подчёркивается тот факт, что многие народы считали письменность даром богов.
- Глава III: «Революция алфавита» (фр. La révolution de l'alphabet) рассказывает о семитским письме, и о том как финикийский алфавит повлиял на создание древнегреческого, латинского и этрусского письма.
- Глава IV: «От переписчиков к печатникам» (фр. Des copistes aux imprimeurs) затрагивает исторические аспекты письменности в западном мире, выходящие за пределы самой системы письма. Автор говорит о важности монахов, свитков, аббатств и монастырей. Он оценивает роль каллиграфов, иллюстраторов, миниатюристов и переплётчиков в истории книги и отмечает постепенную секуляризацию письма[3].
- Глава V: «Создатели книг» (фр. Les hommes du livre) освещает историю воспроизведения письменного текста — от переписчиков до типографии. Автор рассказывает о расцвете искусства переплёта и книг небольшого формата в эпоху Возрождения. Он отмечает распространение газет в XVIII веке, благодаря прогрессу технологии печати. Первые периодические издания появились в начале XVII века в Нидерландах и Германии[4].
- Глава VI: «Расшифровщики» (фр. Les déchiffreurs) описывает историю расшифровки иероглифов, клинописи и линейного письма Б. Глава заканчивается обсуждением «всё ещё нерасшифрованных знаков», таких как линейное письмо А и Фестский диск с Крита, а также таинственная письменность Ронго-ронго с острова Пасхи.

### Документы
Вторая часть этой книги состоит из сборника отрывков из документов, в которой подробно рассматриваются различные аспекты письменности: искусство типографики, печати цифр и изображений, инструменты для письма, каллиграфия, различные системы письма мира и т. д.. Она разделена на 10 частей:
- Письмо и город
- Последствия написания
- Искусство типографа
- Раннее книгопечатание в Европе
- От пера до печати
- Написание музыки
- Влияние техники
- Каллиграфия и игры с буквами
- Искусство письма в Китае
- Альфа, Бета и так далее